# Bundesstraße 97
De Bundesstraße 97 (ook wel B97) is een bundesstraße in  de Duitse deelstaten Saksen en Brandenburg.
De B97 begint bij Dresden en loopt verder langs de steden Hoyerswerda, Spremberg, Cottbus, en verder naar Schenkendöbern bij de Poolse grens. De B97 is ongeveer 127 km lang.

## Routebeschrijving
Vervanging
Tussen de afrit Dresden-Flughafen en afrit Hermsdorf vervangen door de A4.
Voortzetting
Vanaf de afrit Hermsdorf loopt de weg door de  Ottendorf-Okrilla, Laußnitz, Königsbrück, Bernsdorf naarHoyerswerda, waar samenloopt met de B96. De B97 loopt langs Spremberg, en sluit in het zuiden vanCottbus, bij afrit Cottbus-Süd aan  op de A15.
Vervanging
Tussen afrit Cottbus-Süd en de afrit Roggosen is de B97 vervangen door de A15
Voortzetting
De B97 begint weer op de afrit Roggosen die een paar kilometer oostelijker ligt.
De weg loopt naar het noordoosten en passeert de open dagmijn Jänschwalde.
De B97 loopt door Schenkendöbern waar ze samenloopt met de B112. Op een kruising ten zuiden van Klein Gastrose buigt de B97 naar het oosten af om bij de Poolse grens aan te sluiten op de DK32 naar Zielona Góra.
B1 · B2 · B4 · B6 · B6n · B7 · B19 · B27 · B62 · B71 · B71n · B79 · B80 · B81 · B84 · B85 · B86 · B87 · B88 · B89 · B90 · B91 · B92 · B93 · B94 · B95 · B96 · B97 · B98 · B99 · B100 · B101 · B107 · B115 · B156 · B169 · B170 · B171 · B172 · B172a · B172b · B173 · B174 · B175 · B176 · B178 · B180 · B181 · B182 · B183 · B183a · B184 · B185 · B186 · B187 · B187a · B188 · B189 · B190 · B190n · B242 · B243 · B244 · B245 · B245a · B246 · B246a · B247 · B248 · B248a · B249 · B250 · B278 · B280 · B281 · B282 · B283 · B285
B1 · B2 · B4 · B5 · B75 · B76 · B77 · B87 · B96 · B96a · B96b · B97 · B101 · B102 · B103 · B104 · B105 · B106 · B107 · B108 · B109 · B110 · B111 · B112 · B112n · B113 · B115 · B122 · B156 · B158 · B166 · B167 · B168 · B169 · B179 · B182 · B183 · B187 · B188 · B189 · B190n · B191 · B192 · B193 · B194 · B195 · B196 · B197 · B198 · B199 · B200 · B201 · B202 · B203 · B204 · B205 · B206 · B207 · B208 · B209 · B246 · B320 · B321 · B404 · B430 · B431 · B432 · B434 · B435 · B495 · B501 · B502 · B503